# جزیره‌های دورافتاده، هنگ کنگ
جزیره‌های دورافتاده (به انگلیسی: Outlying Islands) همه جزایری هستند که قلمرو هنگ کنگ، به استثنای جزیره هنگ کنگ و برخی جزایر کوچک‌تر در نزدیکی ساحل آن را تشکیل می‌دهند. ۲۶۳ جزیره بیش از ۵۰۰ متر مربع در هنگ کنگ وجود دارد، که اکثریت قریب به اتفاق آن‌ها در قلمروهای جدید واقع شده‌اند و تعداد چشمگیری در ناحیه جزایر در جنوب و جنوب غربی، منطقه سای کونگ در جنوب شرقی و تای پو و بخش شمالی در شمال شرقی واقع شده است. اصطلاح «دورافتاده» به‌طور دقیق تعریف نشده است و در برخی موارد جزایر بسیار نزدیک به جزیره هنگ کنگ و سرزمین اصلی چین گنجانده نشده است.